# Rząd Józsefa Szlávy

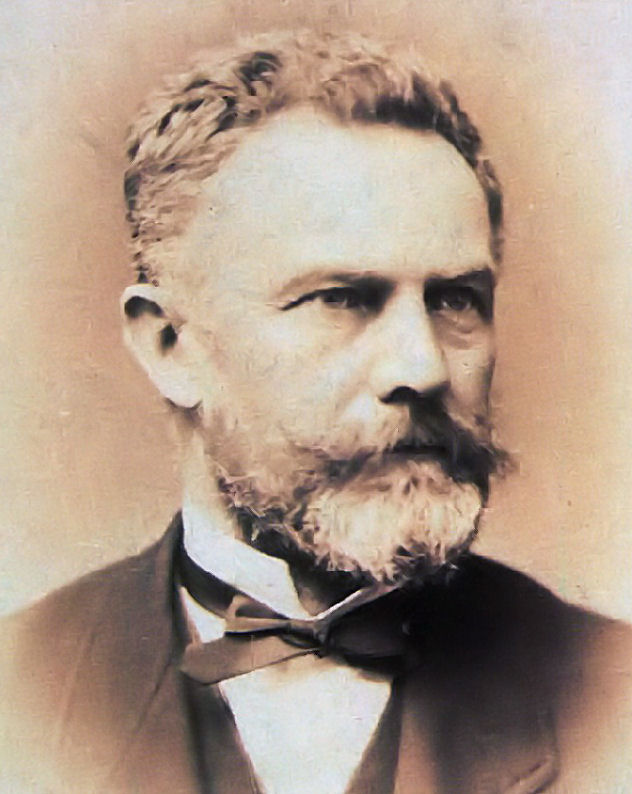
Jozsef Szlavy

Rząd Józsefa Szlávy – rząd Królestwa Węgier, działający od 5 grudnia 1872 do 21 marca 1874, pod przewodnictwem premiera Józsefa Szlávy.